# Airport常磐
Airport常磐（日语： Eapōtojyouban */?）號列車是由東日本旅客鐵道（JR東日本）營運，行走於上野站至成田機場站之間的臨時快速列車。

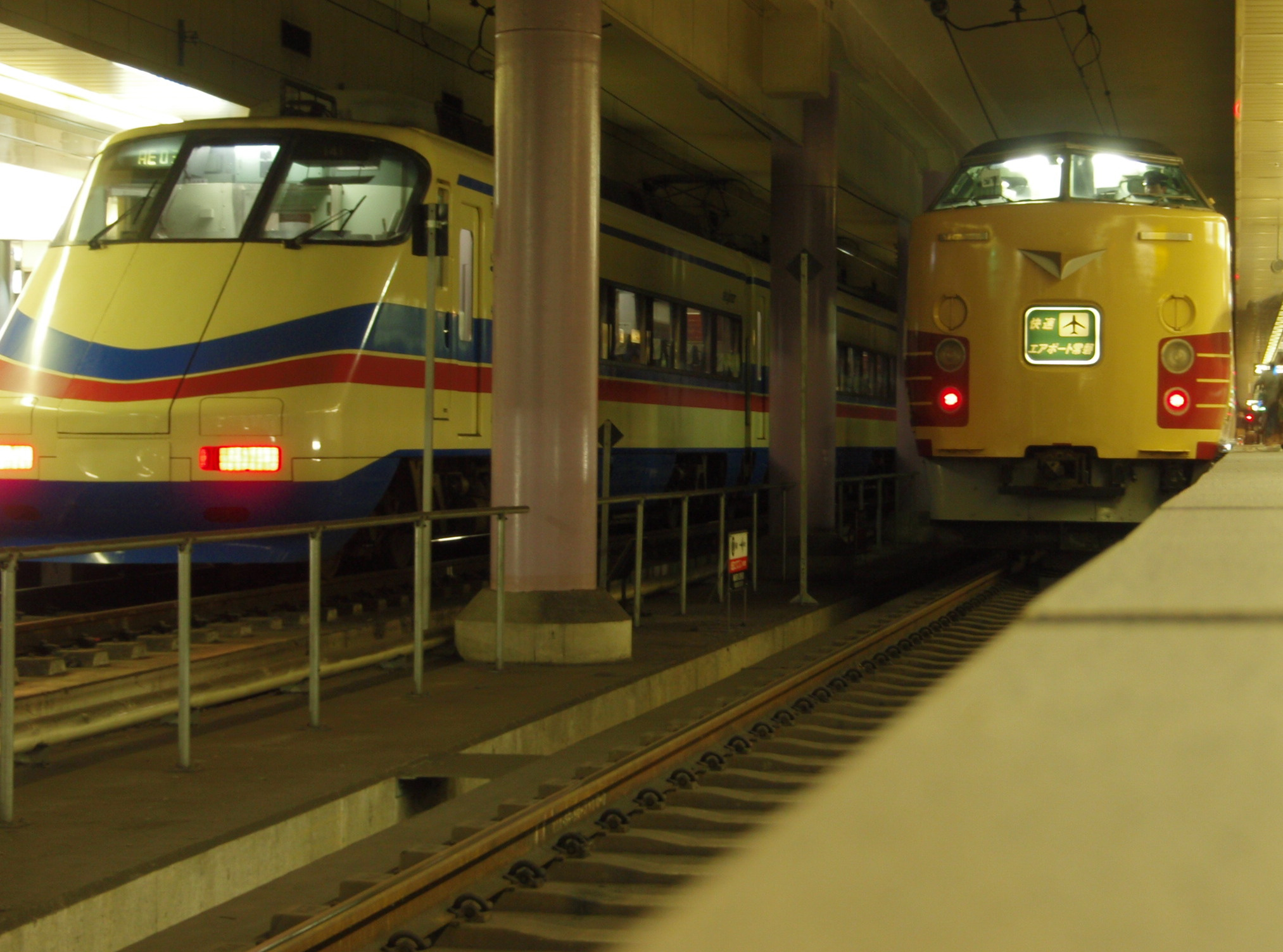
行走於上野至成田機場之間的「Skyliner」（左邊）和「Airport常磐」（右邊）
（2007年12月30日 成田機場站）

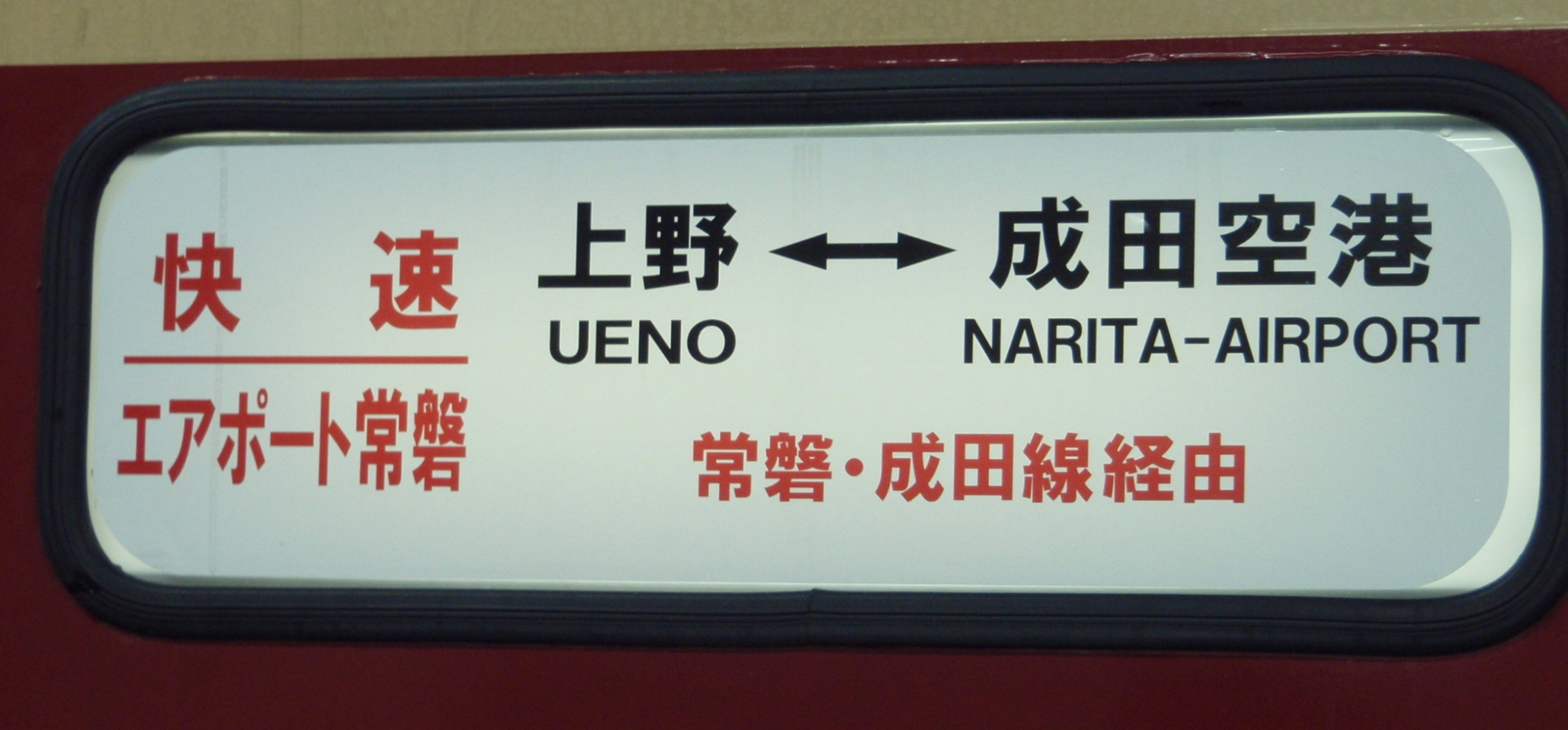
「Airport常磐」側邊的方向幕是使用貼紙貼上車身

## 概要
該列車是首條途經常磐線的成田國際機場聯絡列車。在2007年12月29日首次行走。所需時間因不同列車班次而異，上野至成田機場之間，最快只需1小時28分鐘，最長需要1小時59分鐘。
在各個運輸日設有2個往返班次。「Airport常磐」使用大宮綜合車輛中心所屬的183系，以6卡編成行走。從上野出發前往成田機場的下行班次為全車指定席（除了車費外，還需要支付指定席費用510日圓），從成田機場出發前往上野的上行班次為全車自由席（只需支付車費）。列車側邊的方向幕與前方的愛稱展示幕中，均只在幕上貼上貼紙。另外，前方愛稱展示幕的貼紙中，只於綠色背景中寫上列車愛稱和飛機圖案。
在2008年，此列車只於日本黃金周頭數天以及暑假頭數天行走。

## 停車站
上野站 - 北千住站 - 松戶站 - 柏站 - 我孫子站 - （成田站） - 機場第2候機樓站 - 成田機場站
在成田站，由於列車需要在此站轉入我孫子支線或空港支線，因此需要在此站運輸停車，並且改變行車方向。但是在2008年1月、7月和8月，上行列車會在此站上落客。

## 行走期間
此列車只於年尾年初、日本黃金周與暑假等多客時期行走。尤其是預計會有特別多乘客來往成田機場時才開設。
- 2007年12月29日 - 31日、2008年1月3日、5日、6日
- 2008年4月26日、27日、29日
- 2008年7月26日、27日、8月30日、31日

當初，JR東日本會就此列車的客量而檢討是否把列車定期化。但是在2008年8月31日最後一天行走後再沒有開辦。

## 注腳
1. ↑  . 我孫子市. 2007-12-01  [2022-04-10]. （原始内容存档于2012-10-19） （日语）.